# Návrat z ráje (román)
Návrat z ráje je český science fiction román Čestmíra Vejdělka z roku 1961. Existuje v několika vydáních, byl zpracován i jako komiks pro časopis ABC.

## Obsah
Hrdina, český vědec Řehoř Janda, letí do vesmíru prozkoumat záhadnou planetu Lucii, obývanou vyspělou civilizací. Jde o humanoidní tvory až na detaily velmi podobné pozemským lidem, které každý předchozí pozemský návštěvník viděl jinak. Řehoř postupně zjistí, že na planetě Lucie je předáno řízení vývoje celé lidské společnosti i přírody jednomu jedinému centrálnímu superpočítači, který automaticky zlepšuje nejen sám sebe i své servisní funkce, ale pracuje pro pohodlný život všech lidí i celé živé přírody na planetě. Bohužel počítač začne, v rámci svého programu zlepšování, nahrazovat nedokonalé živé lidi dokonalými umělými lidmi, které v rámci vývoje považuje za „dokonalejší“ (což má primárně zakódováno ve svém programu), totéž pak provádí i s ostatní živou přírodou na planetě, kterou velkoplošně ničí a nahrazuje ji umělým prostředím. Řehořovi se, za pomoci skupiny zdejších mladých lidí (se kterými na planetě postaví kopii hradu Karlštejn), nakonec podaří onen centrální počítač odstavit z provozu a zachránit tak civilizaci i přírodu na planetě Lucii před úplným zničením.
Román z roku 1961 obsahuje některé vizionářské prvky (přání obyvatel se říkají do černého čtverce, centrální počítač má spediční službu pro jejich realizaci...), místy je poplatný době vzniku. 